# 형성의 서

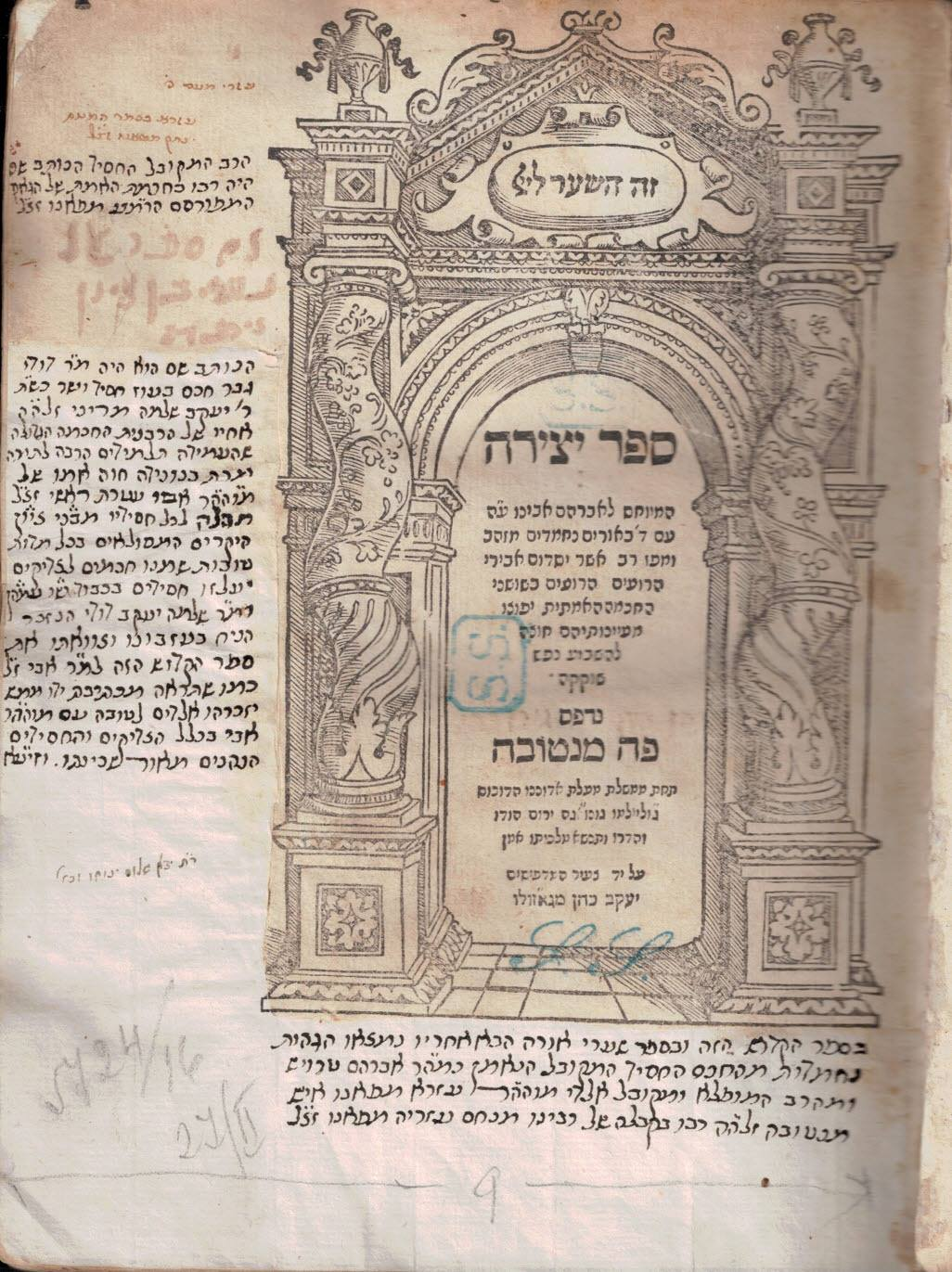

형성의 서(히브리어: סֵפֶר יְצִירָה 세이페르 이트라)은 유태교 신비주의 사상 카발라의 기본 경전의 하나. 성립은 3세기부터 6세기에 걸쳐라고 추측되고 있다.
10의 '수' (에 의해서 상징되는 4개의 근원적 원소와 6개의 방위)와 22의 '문자' (에 의해서 상징되는 원소)를 이용한, 신에 의한 세계의 창조를 그린다. 또, 이 '수'와 '문자'를 맞추어 '33의 지혜의 경로'라고도 총칭한다.
이 '수'의 원어는 세피라 (סְפִירָה)지만, 이 단어를 '창조의 단계'의 의미로 이용한 최초의 카발라 문헌으로서 중시된다.

## 같이 보기
- 카발라
- 생명나무
- 경매 (유태 전승)
- 천사 라지엘의 책

## 참고 문헌
- 카발라 (신장판) 유태 신비 사상의 계보 하코자키총일 오즈치사 2000/9 ISBN 4791758390